# Ambrosius Markusson Keijser
Ambrosius Markusson Keyser eller Keijser, född i Tysk-romerska riket före 1547, död 2 februari 1612 i Ramsbergs församling i Västmanland, var en tysk bergsman och nämndeman, verksam i Sverige, vilken uppgives ha grundat Ramshyttan och senare Ramsbergs församling 1589. Han omnämns i samtida källor även under namnen Ambrosius Hammarsmed och Ambrosius Tysk.
Enligt landshövdingen och genealogen Daniel Tilas skall Keyser ha inkallats till Sverige av Gustav Vasa och ha anlänt 1547 till vad som nu är Ramsberg. Tilas skrev år 1768 härom: 
Hela Ramsbergs socken var ej ännu till på 1540-talet. Alltsammans lydde då under Fellingsbro socken och den trakten, som nu ligger kring kyrkan, och är en stor bygd, var då en pur ödesmark. Vid den tiden eller 1547 kom hit upp en tysk vid namn Ambrus Markusson Keijser, och hade par andre sine landsmän, Seppenfelt kallade, med sig, som lade an först masugn och sedan hammarsmide der nu Ramshyttan ligger; tog upp hemman af ris och rot, och sedan med kung Johans tillstånd bygde kyrkan och fick socken för sig sjelft afskilder; 
Att Keyser skulle ha kallats till trakten så tidigt som 1547 har dock betvivlats av riksdagsmannen och kulturforskaren Johan Johansson. Han har lagt fram att Keyser var måg till Gustav Vasas  kanongjutare Jürgen Zingelbring. Enligt samtida dokument är Keysers existens belagd första gången i 1556 års jordebok. Att han var en mycket förmögen man i trakten framgår av 1571 års taxeringslängd för Älvsborgs lösen där han erlade det näst högsta skattebeloppet i Lindes bergslag. Senare erhöll Keyser skattefrihet för sin del av Ramshyttan, detta av Johan III i ett brev daterat den 20 augusti 1587. I brev daterade den 2 och 7 april 1606 uppmanar Karl IX vederbörande befallningsmän samt borgmästare och råd i städerna att the äro honom opå rettwisennes wägne behielpelige i Keysers privata skuldindrivningar.